# Compterosmittia berui
Compterosmittia berui är en tvåvingeart som beskrevs av Mendes, Andersen och Ole Anton Saether 2004. Compterosmittia berui ingår i släktet Compterosmittia och familjen fjädermyggor. Inga underarter finns listade i Catalogue of Life.